# Les quatre estacions (Vivaldi)
|  | «Les quatre estacions» redirigeix aquí. Vegeu-ne altres significats a «Estació de l'any». |

Les quatre estacions d'Antonio Vivaldi és un conjunt de quatre concerts per a violí compostos el 1723. És l'obra més coneguda de Vivaldi i una de les més populars de tota la música clàssica. Els concerts es publicaren el 1725 per Michel-Charles Le Cène i formaven part d'un conjunt de dotze concerts (op. 8), amb el títol Il Cimento dell'armonia e dell'inventione. Els primers quatre concerts s'anomenen Le quattro stagioni i fan referència a cada una de les estacions de l'any. Cada concert té relació amb un sonet i segueix l'estructura de tres moviments, amb un moviment lent central (lento, adagio, largo), en mig de dos moviments ràpids (allegro, presto, etc.).
Hi ha debat sobre si els quatre concerts van ser escrits per acompanyar els quatre sonets o viceversa. Encara que no se sap qui va escriure els sonets que l'acompanyen, la teoria que els va escriure Vivaldi és recolzada pel fet que cada sonet es divideix en tres seccions, cadascuna amb una correcta correspondència amb un moviment del concert. Independentment de l'autoria dels sonets, Les quatre estacions es pot classificar com a música programàtica, un tipus de música instrumental destinada a evocar elements extramusicals, i una forma de compondre que Vivaldi demostraria com a prou desenvolupada per ser presa seriosament.

## Els quatre concerts
Els concerts que formen part de les Les quatre estacions són:
- «Concert núm. 1 en mi major, Op. 8, RV 269, "La primavera"»
- # Allegro (en mi major)
- # Largo (en do# menor)
- # Allegro (en mi major)
- «Concert núm. 2 en sol menor, Op. 8, RV 315, "L'estiu"»
- # Allegro non molto — Allegro (en sol menor)
- # Adagio — Presto — Adagio (en sol menor)
- # Presto (en sol menor)
- «Concert núm. 3 en fa major, Op. 8, RV 293, "La tardor"»
- # Allegro (en fa major)
- # Adagio molto (en re menor)
- # Allegro (en fa major)
- «Concert núm. 4 en fa menor, Op. 8, RV 297, "L'hivern"»
- # Allegro non molto (en fa menor)
- # Largo (en mi♭ major)
- # Allegro (en fa menor)

La textura de cada concert és variada, d'acord amb l'estació que vol descriure. Per exemple, l'hivern és fosc, o l'estiu és molt contrastat, amb una tempesta en el seu darrer moviment.

## Els sonets
Vivaldi va escriure quatre sonets, que acompanyaven els quatre concerts. Els sonets són els següents:
| La Primavera Allegro Giunt' è la Primavera e festosetti La Salutan gl' Augei con lieto canto, E i fonti allo Spirar de' Zeffiretti Con dolce mormorio Scorrono intanto: Vengon' coprendo l'aer di nero amanto E Lampi, e tuoni ad annuntiarla eletti Indi tacendo questi, gl' Augelletti; Tornan' di nuovo al lor canoro incanto: Largo e pianissimo sempre E quindi sul fiorito ameno prato Al caro mormorio di fronde e piante Dorme 'l Caprar col fido can' à lato. Allegro pastorale Di pastoral Zampogna al suon festante Danzan Ninfe e Pastor nel tetto amato Di primavera all' apparir brillante. | L'Estate Allegro non molto Sotto dura Staggion dal Sole accesa Langue l'huom, langue'l gregge, ed arde il Pino; Scioglie il Cucco la Voce, e tosto intesa Canta la Tortorella e 'l gardelino. Zeffiro dolce Spira, mà contesa Muove Borea improviso al Suo vicino; E piange il Pastorel, perche sospesa Teme fiera borasca, e 'l suo destino; Adagio e piano - Presto e forte Toglie alle membra lasse il Suo riposo Il timore de' Lampi, e tuoni fieri E de mosche, e mossoni il Stuol furioso! Presto Ah che pur troppo i Suo timor Son veri Tuona e fulmina il Ciel e grandioso Tronca il capo alle Spiche e a' grani alteri. |

| L'Autunno Allegro Celebra il Vilanel con balli e Canti Del felice raccolto il bel piacere E del liquor de Bacco accesi tanti Finiscono col Sonno il lor godere Adagio molto Fà ch' ogn' uno tralasci e balli e canti L'aria che temperata dà piacere, E la Staggion ch' invita tanti e tanti D'un dolcissimo Sonno al bel godere. Allegro I cacciator alla nov' alba à caccia Con corni, Schioppi, e canni escono fuore Fugge la belua, e Seguono la traccia; Già Sbigottita, e lassa al gran rumore De' Schioppi e canni, ferita minaccia Languida di fuggir, mà oppressa muore. | L'Inverno Allegro non molto Aggiacciato tremar trà neri algenti Al Severo Spirar d'orrido Vento, Correr battendo i piedi ogni momento; E pel Soverchio gel batter i denti; Largo Passar al foco i di quieti e contenti Mentre la pioggia fuor bagna ben cento Allegro Caminar Sopra 'l giaccio, e à passo lento Per timor di cader gersene intenti; Gir forte Sdruzziolar, cader à terra Di nuove ir Sopra 'l giaccio e correr forte Sin ch' il giaccio si rompe, e si disserra; Sentir uscir dalle ferrate porte Sirocco Borea, e tutti i Venti in guerra Quest' é 'l verno, mà tal, che gioja apporte. |

## Audicions
Les següents interpretacions de Les quatre estacions foren enregistrades el 6 de febrer de 2000, a càrrec de l'orquestea de cambra Wichita State University Chamber Players, músics de la Wichita Symphony Orchestra:
| La primavera, 1r mov.: Allegro             |
|                                            |
| Les quatre estacions. John Harrison, violí |

| La primavera, 2n mov.: Largo               |
|                                            |
| Les quatre estacions. John Harrison, violí |

| La primavera, 3r mov.: Allegro             |
|                                            |
| Les quatre estacions. John Harrison, violí |

| L'estiu, 1r mov.: Allegro non molto        |
|                                            |
| Les quatre estacions. John Harrison, violí |

| L'estiu, 2n mov.: Adagio                   |
|                                            |
| Les quatre estacions. John Harrison, violí |

| L'estiu, 3r mov.: Presto                   |
|                                            |
| Les quatre estacions. John Harrison, violí |

| La tardor, 1r mov.: Allegro                |
|                                            |
| Les quatre estacions. John Harrison, violí |

| La tardor, 2n mov.: Adagio molto           |
|                                            |
| Les quatre estacions. John Harrison, violí |

| La tardor, 3r mov.: Allegro                |
|                                            |
| Les quatre estacions. John Harrison, violí |

| L'hivern, 1r mov.: Allegro non molto       |
|                                            |
| Les quatre estacions. John Harrison, violí |

| L'hivern, 2n mov.: Largo                   |
|                                            |
| Les quatre estacions. John Harrison, violí |

| L'hivern, 3r mov.: Allegro                 |
|                                            |
| Les quatre estacions. John Harrison, violí |

## Historial de gravació

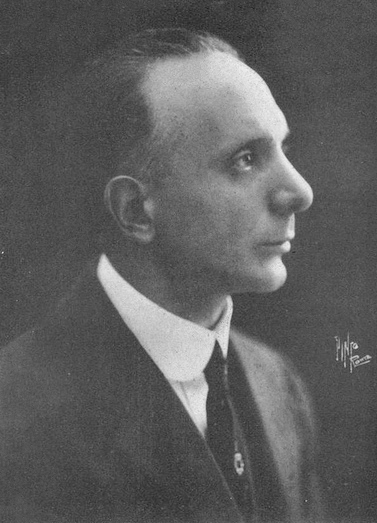
Bernardino Molinari, que va fer el primer enregistrament elèctric de Les quatre estacions el 1942.

La data i el personal de la primera gravació de Les quatre estacions estan en disputa. Hi ha un disc compacte d'un enregistrament fet pel violinista Alfredo Campoli extret d'acetats d'una emissió de ràdio francesa; es creu que daten de principis de 1939. El primer enregistrament elèctric adequat va ser realitzat l'any 1942 per Bernardino Molinari; tot i que la seva és una interpretació una mica diferent de les actuacions modernes, és clarament reconeixible com Les quatre estacions. L'enregistrament de Molinari es va fer per a Cetra, i es va publicar a Itàlia i posteriorment als Estats Units en sis 78 a doble cara, als anys quaranta. Després es va reeditar en àlbum de llarga durada el 1950 i, més tard, en disc compacte.
El primer enregistrament estatunidenc va ser realitzat la darrera setmana de 1947 pel violinista Louis Kaufman. L'enregistrament es va fer al Carnegie Hall abans d'una prohibició d'enregistrament programada efectiva l'1 de gener de 1948. Els intèrprets van ser The Concert Hall Chamber Orchestra sota la direcció d'Henry Swoboda, Edith Weiss-Mann (clavicèmbal) i Edouard Nies-Berger (orgue). Aquest enregistrament va ajudar a la repopularització de la música de Vivaldi en el repertori principal d'Europa i Amèrica després del treball realitzat per Molinari i altres a Itàlia. Va guanyar l'Académie Charles Cros de França l'any 1950, va ser elegit al Saló de la Fama dels Grammy el 2002 i va ser seleccionat l'any següent per al National Recording Registry de la Biblioteca del Congrés. Kaufman, intrigat en saber que els quatre concerts formaven de fet part d'un conjunt de dotze, es va dedicar a trobar una partitura completa i finalment va gravar els altres vuit concerts a Zúric el 1950, convertint-se en el seu primer enregistrament de l'Op complet de Vivaldi 8.
El conjunt I Musici va gravar diverses vegades Les quatre estacions, el primer enregistrament el 1955 amb Felix Ayo; un enregistrament de 1959 amb Ayo de nou; i enregistraments posteriors amb Roberto Michelucci (1969), Pina Carmirelli (1982), Federico Agostini (1990) i Mariana Sîrbu (1995). També hi ha un enregistrament de vídeo de Les quatre estacions interpretat per I Musici a la ciutat natal d'Antonio Vivaldi, Venècia, filmat per Anton van Munster el 1988. L'enregistrament d'Argo de 1969 de l’Acadèmia de St. Martin-in-the-Fields dirigit per Neville Marriner i amb el solista Alan Loveday va vendre més de mig milió de còpies; es va convertir en el primer disc d'or del conjunt.
I Solisti di Zagreb, sota la batuta d’Antonio Janigro amb Jan Tomasow com a solista de violí i Anton Heiller al clavicèmbal, va seguir l'any 1957 amb el segell Vanguard, reeditat sota la Philips i altres segells. Wilfrid Mellers, un crític musical, musicòleg i compositor anglès va escriure sobre aquesta actuació, «els solistes expressen el seu lirisme de manera meravellosa». John Thornton va escriure sobre aquesta gravació: «Aquí hi ha un joc de conjunt inigualable, rematat per la interpretació segura de Tomasow. Janigro revela el seu talent per a la direcció, que competeix amb el seu considerable talent per tocar el violoncel».
Ivan Supek va escriure sobre aquesta gravació:
| « | Intentaré transmetre-us quant significa aquesta actuació per a mi i també pot significar per a vosaltres. La meva primera trobada amb els discos va tenir lloc fa gairebé trenta anys, quan el "nostre" Antonio em va revelar el veritable significat de la peça d'un altre gran Antonio, el seu famós homònim, Le Quattro Stageni del qual gairebé no vaig poder escoltar més, a causa de les actuacions "grans", en realitat massa grans, habituals en aquella època, i molt menys gaudir-ne. Quin canvi va ser: una finestra a un món nou; La música és ràpida, precisa i fidel a la vida, l'entonació és correcta, el continu adequat i el violí d'un so bell en correlació adequada amb els solistes de Zagreb. El to segur i fi del violí sol de Jan Tomasow es relaciona perfectament amb els solistes; tota l'actuació està impregnada de l'esperit del perfeccionisme de Janigro, deixant al descobert la música i la seva ànima. Havia estat durant molt de temps l'única actuació que podia escoltar. Només durant [l'última] dècada, alguns nens nous, tocant instruments autèntics, m'han ofert un plaer i una visió similar de la música d'Antonio Vivaldi i, per al meu gran plaer, l'actuació de Janigro ja no és l'única opció per a mi. | » |

| « | Al meu entendre, això també mostra com l'actuació de Janigro en col·laboració amb els Solistes de Zagreb va ser molt avançada a la seva època, tal com va corroborar Igor Stravinsky, que va afirmar que era l'actuació més bella de Les quatre estacions que havia sentit mai, una declaració la qual només vaig conèixer fa poc. No és d'estranyar, ja que tanta "nuesa" i precisió de la interpretació de Janigro li deuen haver atret. Va ser molt més tard que vaig descobrir també l'excel·lència de l'enregistrament. En aquell moment, els solistes de Zagreb estaven gravant per a Vanguard, principalment a Viena en uns quants llocs, i aquest enregistrament en particular es va fer l'any 1957 a la Rotenturmstrassaal. L'enregistrament va ser produït per Seymour Solomon, productor en cap de tota l'edició, que vindria personalment dels EUA per supervisar tots els enregistraments que havien de fer els Solistes de Zagreb, mentre que la sucursal de Vanguard a Viena "Amadeo" estava a càrrec de l'organització. (El meu agraïment a un dels fundadors dels Solistes de Zagreb, el Sr. Stjepan Aranjoš, per oferir-me algunes idees importants). Janigro era un perfeccionista, sovint bastant despietat, no només pel que fa a la música sinó també pel que fa al so, per la qual cosa va participar de manera directa i intensa en [el] procés d'enregistrament, que era força poc habitual en aquella època. Tota aquesta gran cura, per part de tots els participants en el projecte, es reflecteix àmpliament en l'enregistrament en si, donant lloc a una actuació airejada d'amplitud i extensió adequades, amb només una congestió ocasional de tons aguts en seccions fortes. | » |

Paul Shoemaker va escriure sobre aquesta gravació:
| « | Res del que he escoltat canvia la meva opinió que les millors temporades mai van ser interpretades per Jan Tomasow i I Solisti di Zagreb i ben gravades per Vanguard al començament de l'era de l'estèreo. Si teniu gairebé totes les altres versions de les Temporades, també voldreu aquesta. Si els diners i l'espai no són obstacles, potser val la pena tenir-ho. | » |

L'enregistrament de 1989 de Nigel Kennedy de Les quatre estacions amb l'English Chamber Orchestra va vendre més de dos milions de còpies, convertint-se en una de les obres clàssiques més venudes mai. Gil Shaham i l'Orquestra de cambra Orpheus van gravar The Four Seasons, així com un vídeo musical per al primer moviment de "Winter" que apareixia regularment a The Weather Channel a mitjans dels anys noranta.
Les versions Surround de la peça s'han publicat en Super Audio CD de Richard Tognetti, Pinchas Zukerman, Jonathan Carney i Rachel Podger.
La World's Encyclopedia of Recorded Music de 1952 només cita dos enregistraments de Les quatre estacions, de Molinari i Kaufman. El 2011, aproximadament 1.000 versions enregistrades s'han fet des de la de Campoli el 1939.
El 2009, els quatre concerts van ser arranjats per a piano pel pianista Jeffrey Biegel, que després els va gravar el mateix any per al segell Naxos. Ara està disponible a Europa i als Estats Units en format CD.
Els músics clàssics han intentat distingir els seus enregistraments de Les quatre estacions, amb actuacions històricament informades, i ornaments, fins al punt de variar els instruments i els tempos, o tocar notes de manera diferent a les expectatives de l'oient (siguin especificades pel compositor o no). Es diu que l'obra de Vivaldi presenta aquestes oportunitats per a la improvisació. Molts conjunts d'època han gravat Les quatre estacions, incloent La Serenissima sota la direcció d’Adrian Chandler que va gravar la versió de Manchester de Les quatre estacions, The English Concert sota la direcció de Trevor Pinnock, l'Academy of Ancient Music sota la direcció de Christopher. Hogwood i Europa Galante sota la direcció de Fabio Biondi.